# Grbavica (film)
Grbavica este un film din 2006 produs de Jasmila Žbanić. Subiectul dezbate viața unei mame singure și a fetei sale din Sarajevo de după războiul din fosta Iugoslavie.

## Rezumat
Esma locuiește împreună cu fiica sa Sara în Sarajevo. Sara este adolescentă, iar școala ei tocmai organizează o excursie. Deoarece mama sa i-a spus că tatăl său a fost ucis în războiul din Bosnia, ea poate să meargă în execursie fără să plătească, dar trebuie să aducă adeverința de martir a tatălui. Între timp, Sara se împrietenește cu un coleg de școală al cărui tată a fost de asemenea ucis in razboi. Esma se angajează la un bar pentru a strânge suficienți bani pentru excursia fetei. După ce este concediată, reușește totuși să strângă banii pentru excursie cu ajutorul colectei unei prietene. În cele din urmă, deoarece în loc de adeverință i-a dat banii pentru excursie, Sara o forțează pe mama sa să-i spună adevarul despre tatal ei.

## Distribuție
- Mirjana Karanović - Esma Halilović
- Luna Mijović - Sara
- Leon Lučev - Pelda
- Kenan Čatić as Samir
- Jasna Ornela Berry - Sabina
- Dejan Ačimović - Čenga
- Bogdan Diklić - Šaran
- Emir Hadžihafizbegović - Puška
- Ermin Bravo - Professor Muha
- Semka Sokolović-Bertok - Pelda's Mother
- Maike Höhne - Jabolka
- Jasna Žalica - Plema
- Nada Džurevska - Aunt Safija
- Emina Muftić - Vasvija
- Dunja Pašić - Mila

## Premii
Premii castigate
- Ursul de Aur, Berlin, 2006
- Premiul juriului ecumenic (competitie), Berlin, 2006
- Trofeul Amnesty International